# حارة العرة (صنعاء همدان)

تعديل مصدري - تعديل

حارة العرة هي إحدى حارات حي علو ضلاع همدان بضواحي صنعاء مديرية همدان، بلغ تعداد سكانها 518 نسمة حسب تعداد اليمن لعام 2004.